# مایکروسافت پاورپوینت
مایکروسافت پاورپوینت (به انگلیسی: Microsoft PowerPoint) یک برنامه ارائه حاضر در همه جا توسعه یافته برای سیستم‌عامل‌های مایکروسافت ویندوز و Mac OS می‌باشد. در بسیاری از موارد به همراه کسب و کار برای آموزش و پرورش استفاده می‌شود، از جمله متداول‌ترین شکل‌های قانع‌سازی برای استفاده از تکنولوژی است. از مزیت‌ها و برتری‌های این نرم‌افزار به دیگر نرم‌افزارهای گروه آفیس شرکت مایکروسافت ابزار اصلاح خودکار غلط‌های املایی (به انگلیسی: Auto Correcting) می‌باشد.
به‌طور کلی هر برنامهٔ رایانه‌ای که بتوان با آن متن و تصویر و فیلم و مانند آن را بر روی پرده نمایش داد را پاورپوینت یا پرده‌نگار می‌نامند.
پاورپوینت در ابتدا توسط کمپانی «فورثاوت» و با نام اولیه «پرزنتر» و برای سیستم عامل مکینتاش در سال ۱۹۸۷ طراحی شد. در اوت همان سال، مایکروسافت فورثاوت را با قیمت ۱۴ میلیون دلار خریداری کرد و به این ترتیب پاورپوینت تبدیل به بخش گرافیکی مایکروسافت شد.
این نرم‌افزار به‌طور رسمی در ۲۲ می ۱۹۹۰ و مصادف با تاریخ انتشار ویندوز ۳٫۰ انتشار یافت و تاکنون نسخه‌های فراوانی از آن برای سیستم عامل‌های ویندوز و مکینتاش منتشر شده‌است که جدیدترین آن‌ها نسخه ۱۶٫۰ است که همراه با آفیس ۲۰۱۶ به بازار جهانی راه یافت.
پاورپوینت نرم‌افزاریست که هم‌اکنون ۹۵ درصد سهم نرم‌افزارهای ارائه کنفرانس در بازار جهانی را داراست؛ همچنین قابل توجه است که بیش از یک میلیارد نسخه از آن بر روی رایانه‌های جهان نصب شده و تخمین زده می‌شود که در جهان در هر ثانیه ۳۵۰ بار مورد استفاده قرار می‌گیرد.
وقتی می‌خواهیم عکس متحرکی در پاورپوینت بگذاریم باید ابتدا عکس را دانلود کنیم و بعد در پاورپوینت  روی ریبون یا سربرگ INSERT کلیک می‌کنیم سپس روی کلمه PICTURES کلیک کرده تصویر متحرک را گرفته و وارد صفحه می‌کنیم.

## انیمیشن
با کلیک بر روی زبانه Animations، مجموعه ای از افکت‌های انیمیشنی در اختیار کاربر قرار می‌گیرد. با کلیک بر روی یک شی در اسلاید (مانند تصویر، متن، شکل و…) و سپس کلیک بر روی یکی از انیمیشن‌ها، آن شی انیمیشن می‌گیرد (مثلاً انیمیشن به وجود آمدن یا انیمیشن حرکت، تغییر رنگ و…). همچنین امکان دادن چند نوع انیمیشن به یک شی نیز وجود دارد. از پاورپوینت ۲۰۱۰ زبانه انیمیشن شکل تازه ای به خود گرفت و انیمیشن‌های جدیدی افزوده شد.
به‌طور کلی انیمیشن‌هایی که می‌توان روی تصاویر، متن‌ها و… ایجاد کرد به ۴ دسته تقسیم می‌شوند. انیمیشن‌های ورود (Entrance Effects)، انیمیشن‌های تأکید (Emphasis Effects)، انیمیشن‌های خروج (Exit Effects) و انیمیشن‌های پویشگر (Motion paths Effects).
انیمیشن‌های ورود برای به وجود آمدن یک شی کاربرد دارند. انیمیشن‌های تأکید کارهایی مانند تغییر رنگ، اندازه، چرخش و… را روی شی انجام می‌دهند. انیمیشن‌های خروج سبب محو شدن و از بین رفتن شی می‌شوند. انیمیشن‌های پویشگر، سبب می‌شوند شی به شیوه‌های مختلف حرکت کند. مانند حرکت روی شعاع یک دایره، حرکت روی محیط شکل‌های مختلف مانند قلب، رعدوبرق و…. انیمیشن‌های پویشگر بیشتر برای شکل‌ها کاربرد دارند و کاربرد زیادی برای متن ندارند. قالب آماده پاورپوینت که توسط وب سایت‌های خدماتی آماده می‌شود ممکن است دارای این انیمیشن‌ها باشند.
زمان‌بندی‌های مختلفی نیز برای اجرای انیمیشن‌ها وجود دارد. برای مثال انیمیشن‌ها همراه هم اجرا شوند (With previous)، بعد از هم اجرا شوند (After previous) یا با کلیک اجرا شوند (On click). انیمیشن‌ها مانند ترنزیشن‌ها (جلوه حرکت اسلایدها) می‌توانند افکت‌های صوتی نیز همراه خود داشته باشند.
در کل می‌توان با این امکانات انیمیشن‌های ساده ای طراحی کرد. برای مثال خود شرکت مایکروسافت در نسخه ۲۰۱۰ پاورپوینت، انیمیشن کوتاهی طراحی شده با همین نسخه پاورپوینت قرار داده که موضوعش قوانین یک ارائه (کنفرانس) است.
ترنزیشن‌ها افکت‌هایی هستند که هنگام تغییر اسلاید پخش می‌شوند؛ مثلاً اسلایدها می‌توانند هنگام تغییر، مانند صفحات یک کتاب ورق بخورند یا هنگام تغییر اسلاید، اسلایدی که از آن رد می‌شویم مانند کاغذی مچاله شود یا مانند شیشه بشکند و ...